# Baldellia alpestris
Baldellia alpestris es una de las tres especies de plantas del género Baldellia. Hierba adaptada a los medios muy húmedos o acuáticos, hidrófitas.  

## Descripción
Pequeña hierba perenne de hasta 20 cm de altura. Decumbente, con los tallos y hojas postrados o tendidos. Tuberobulbo en la base que está rodeado por las vainas de las fibrosas hojas viejas. Este tuberobulbo dará lugar a nuevas rosetas de hojas en los años sucesivos, con brotes que salen desde la base del tallo, pseudoestolones,  enraizante por los nudos de las inflorescencias donde, al final, se desarrollaran nuevas plantas hijas.
A diferencia de los otras dos especies del gènero que tienen todas el limbo agudo la B. alpestris tiene el limbo de las hojas obtuso y contraidas en el peciolo.

Inflorescencia decumbente, con una o dos flores todas con rabillo en la flor (pediceladas), con varias hojas y raíces en los nudos. Sépalos de 3 mm, cuculados (semejante a una capucha), con nervios paralelos rosados. Pétalos ovados blancos o blanco-rosados y denticulados, amarillos en la base. Fruto en aquenios con costillas no muy marcadas a diferencia de las otras dos especies. Semillas en forma de pera y terminadas en punta (apiculadas) de color pardo de entre 1 y 1,5 mm.

## Distribución y hábitat

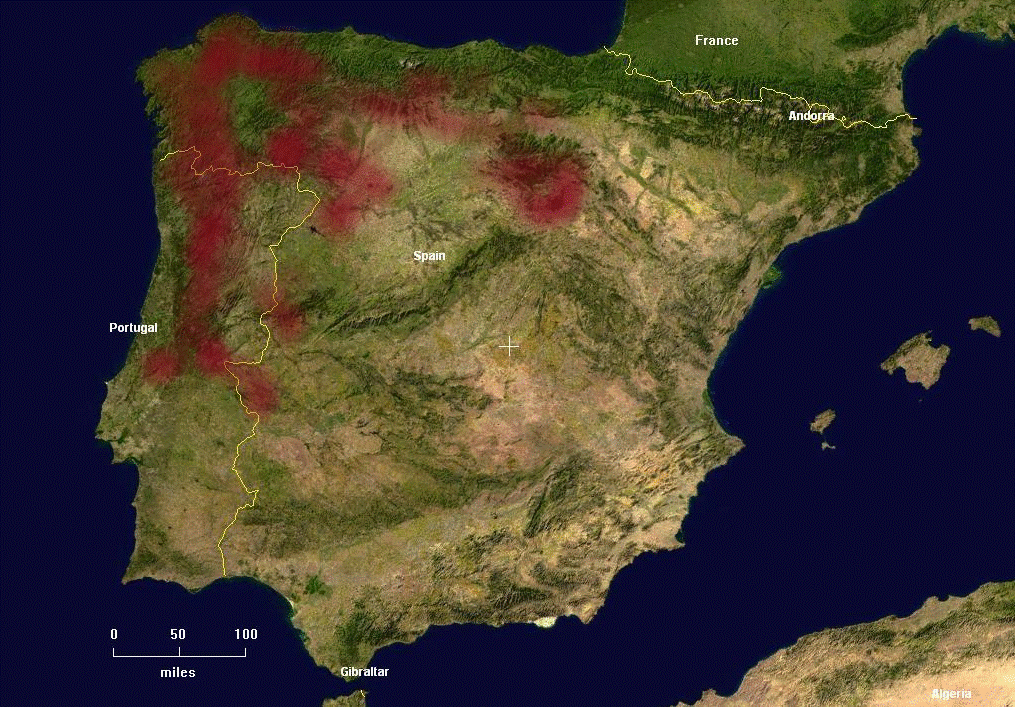
Baldellia alpestris Estimación de la distribución del endemismo peninsular

Habita aguas remansadas poco profundas y visiblemente eutróficas, estanques, lagunas, fuentes, arroyos, turberas; desde el nivel del mar hasta lo 2000 m s. n. m. Se trata de un endemismo que se encuentra distribuido por la zona noroeste de la península ibérica. Incluido desde el año 2007 dentro de la categoría de especie vulnerable en varias comunidades autónomas de España.

### Número de cromosomas
2n = 18

## Sinonimia
Baldellia alpestris (Coss.) M. Laínz in Bol. Inst. Estud. Asturianos, Supl. Ci. 5: 41 (1962)
- Alisma alpestre var. grandiflorum Merino
- Alisma alpestre Coss. in Bull. Soc. Bot. France 11: 333 (1864)[6]Basónimo
- Baldellia alpestris subsp. alpestris (Coss.) M. Laínz
- Echinodorus alpestris (Coss.) Micheli